# (9154) Кольцово
(9154) Кольцо́во (лат. Kolʹtsovo) — астероид из группы главного пояса, открытый 16 сентября 1982 года Людмилой Черных в Крымской обсерватории и назван в честь посёлка Кольцово, расположенного неподалёку от Новосибирска. 

Орбита астероида Кольцово и его положение в Солнечной системе
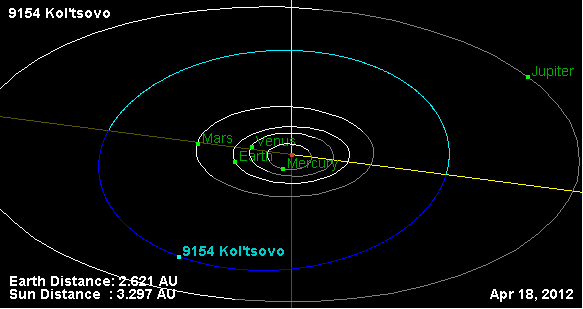
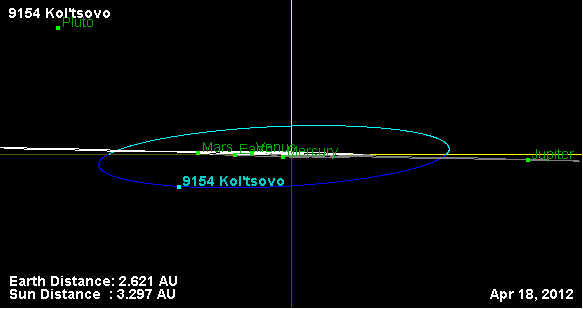

В Кольцово находится Государственный научный центр вирусологии и биотехнологии «Вектор», известный своими исследованиями в области молекулярной биологии, биоинженерии, и в разработке средств защиты против инфекционных болезней. Название астероида было предложено академиком Львом Сандахчиевым.